# Seznam poslancev 2. državnega zbora Republike Slovenije
Seznam članov drugega Državnega zbora Republike Slovenije.

## Liberalna demokracija Slovenije
- vodja: Tone Anderlič

1. Tone Anderlič
2. Jože Avšič
3. Richard Beuermann
4. Geza Džuban
5. Mario Gasparini
6. Andrej Gerenčer
7. Roman Jakič
8. Branko Janc
9. Miran Jerič
10. Jelko Kacin
11. Mirko Kaplja
12. Janez Kopač
13. Jožef Košir
14. Maksimiljan Lavrinc
15. Darja Lavtižar - Bebler
16. Jože Lenič
17. Aleksander Merlo
18. Rudolf Moge
19. Tone Partljič
20. Peter Petrovič
21. Ciril Metod Pungartnik
22. Jožef Špindler
23. Davorin Terčon
24. Herman Tomažič
25. Jožef Zimšek

## Slovenska ljudska stranka
- vodja: Franc Zagožen

1. Josip Bajc
2. Stanislav Brenčič
3. Andrej Fabjan
4. Leon Gostiša
5. Peter Hrastelj
6. Franc Kangler
7. Štefan Klinc
8. Janez Kramberger
9. Jože Možgan
10. Darinka Mravljak
11. Janez Per
12. Janez Podobnik
13. Franc Potočnik
14. Jakob Presečnik
15. Franci Rokavec
16. Branko Tomažič
17. Vili Trofenik
18. Alojz Vesenjak
19. Franc Zagožen

## Socialdemokratska stranka Slovenije
- vodja: Ivo Hvalica

1. Franc Čebulj
2. Vladimir Čeligoj
3. Ivo Hvalica
4. Janez Janša
5. Franc Jazbec
6. Jožef Jerovšek
7. Branko Kelemina
8. Majda Ana Kregelj - Zbačnik
9. Miroslav Luci
10. Janez Mežan
11. Rudolf Petan
12. Franc Pukšič
13. Pavel Rutar
14. Bogomir Špiletič
15. Jože Zagožen
16. Mirko Zamernik

## Slovenski krščanski demokrati
- vodja: Miroslav Mozetič

1. Ivan Božič
2. Vincencij Demšar
3. Benjamin Henigman
4. Helena Hren - Vencelj
5. Jurij Malovrh
6. Miroslav Mozetič
7. Alojz Peterle
8. Izidor Rejc
9. Marijan Schiffrer

## Združena lista socialnih demokratov
- vodja: Miran Potrč

1. Samo Bevk
2. Franc Horvat
3. Aurelio Juri
4. Bojan Kontič
5. Borut Pahor
6. Miran Potrč
7. Ciril Ribičič
8. Boris Sovič
9. Janko Veber

## Demokratična stranka upokojencev
- vodja: Anton Delak

1. Anton Delak
2. Ivan Kebrič
3. Zoran Lešnik
4. Eda Okretič - Salmič
5. Franc Žnidaršič

## Slovenska nacionalna stranka
- vodja: Zmago Jelinčič

1. Polonca Dobrajc
2. Zmago Jelinčič
3. Rafael Kužnik
4. Peter Lešnik

## Poslanca narodnih skupnosti
1. Roberto Battelli (italijanska narodna skupnost v Sloveniji)
2. Maria Pozsonec (madžarska narodna skupnost v Sloveniji)

## Samostojni poslanec
1. Ciril Pucko